# Курский соловей (фразеологизм)
«Курский соловей» — русское устойчивое разговорное выражение, фразеологизм. Применяется в одобрительном смысле к отличным певцам, обладателям красивого голоса, а в ироническом — к сладкоголосым и высокопарным говорунам-краснобаям, многоречивым пустословам. Также «курскими соловьями» называют курян и выходцев из Курской области, в частности, в шутливом контексте.

## Происхождение и характеристика
Доктор филологических наук, профессор Валерий Зимин пишет, что издревле у русских были ценители соловьиного пения: они тонко различали его «коленца», но кроме этого ещё и разбирались в разных соловьиных «школах». Лучшими мастерами среди соловьёв считались птицы из средней части России, в особенности из окрестностей Курска. Именно поэтому их ценили выше других на рынке птиц, отсюда и пошло словосочетание «курский соловей». Советский лингвист Борис Головин отнёс выражение к фразеологизмам единства. В них составные части понятны по отдельности, а в своём единстве образуют переносное значение (альфа и омега, архимедов рычаг, белены объесться, в бирюльки играть, первая ласточка, умыть руки и др.). Как правило, общее значение мотивировано и выводится из значения отдельных компонентов. Фразеологическая часть таких выражений находится в зависимом положении от первой, в которой содержится прямой смысл. Так, в буквальном отношении словосочетание «курский соловей» означает соловья из курской местности, такие птицы в народе известны своими выдающимися певческими способностями. Во фразеологическом единстве словосочетание приобретает переносное значение — замечательный певец, говорун. «Курский соловей» является фразеологизмом с топонимическим компонентом, в данном случае — это ойконим Курск. Кандидаты филологических наук Александр Савченко и Михаил Хмелевский писали, что «классическое» (традиционное) устойчивое сочетание является примером фразеологизма с «исконно притяжательным прилагательным, перешедшим во фразеологии в разряд качественных, образованным от топонима». При этом в русской культуре это сочетание имеет не только выраженную географическую взаимосвязь с курским регионом, но и выражает качественную оценку того или иного человека (ср. коломенская верста, сирота казанская, тульский самовар, японский городовой, китайская грамота, тамбовский волк, как рязанская баба, сибирский валенок, гамбургский счёт).
Подборка материалов о происхождении выражения «Курский соловей» хранится в музее «Курский соловей» в городе Курске.

## Употребление
- Последний русский император Николай II ласково называл «курским соловьем» Надежду Плевицкую. По рассказам очевидцев, слушая Плевицкую, Император низко опускал голову и плакал[8].
- «Курским соловьем» во всём мире называли советского певца Ивана Суржикова.